# Mettler Toledo
Die US-amerikanische Unternehmensgruppe Mettler Toledo mit Sitz in Columbus, Ohio und operativer Hauptzentrale in Greifensee ist spezialisiert auf Präzisionswaagen für den professionellen Gebrauch. Das Unternehmen ist der weltgrößte Hersteller von Wägesystemen, die einen Wägebereich von 0,1 Mikrogramm bis 1000 Tonnen abdecken. Zum Angebot zählen analytische Instrumente, Systeme für die automatisierte Arzneimittelforschung und Wirkstoffentwicklung, Instrumente zur Prozessanalytik und Kontrollsysteme für die Verpackungs-, Lebensmittel- und Pharmaindustrie, die in über 100 Ländern angeboten werden.
Mettler Toledo beschäftigte 2020 weltweit 16.500 Mitarbeiter und erwirtschaftete im Geschäftsjahr 2020 einen Umsatz von 3,085 Milliarden US-Dollar. Im Jahr 2020 erzielte Mettler Toledo 30 % seines Umsatzes in Europa, 38 % entfielen auf Nord- und Südamerika und 32 % auf Asien und übrige Regionen.
Die Aktien des Unternehmens werden an der New York Stock Exchange gehandelt.

## Geschichte

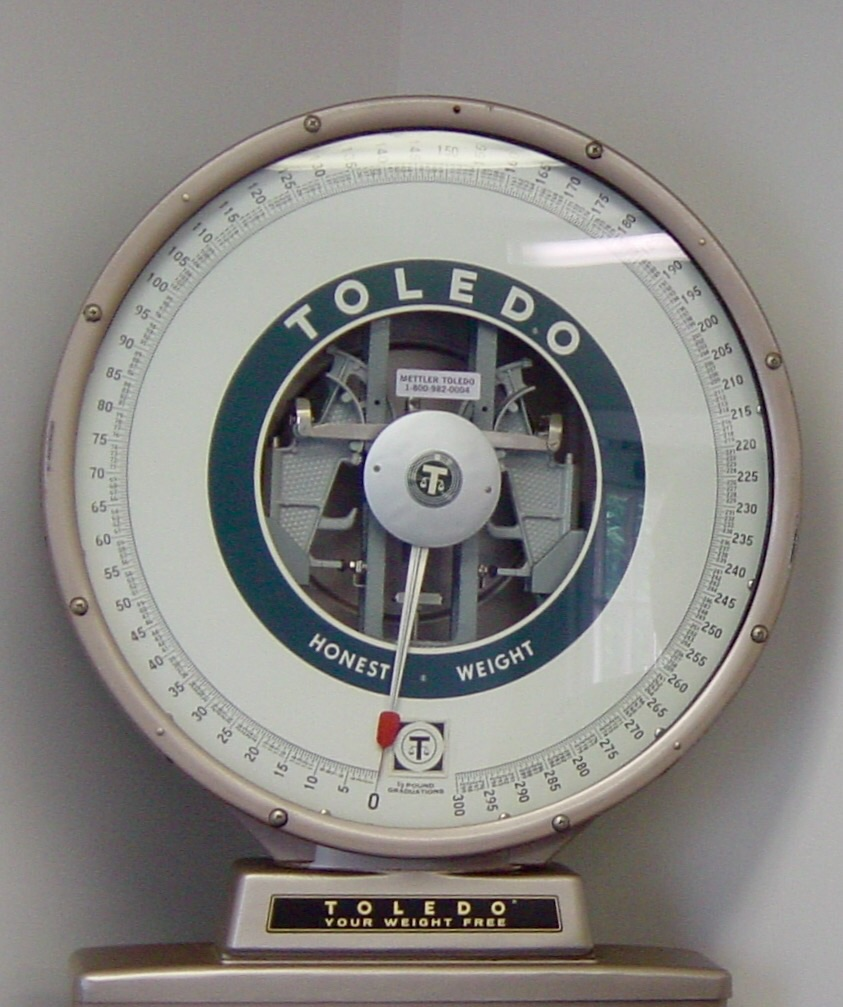
Mechanische Waage von Toledo

1945 gründete der Schweizer Ingenieur Erhard Mettler in Küsnacht am Zürichsee ein Feinmechanik-Unternehmen. Er nutzte das Substitutionsprinzip und entwickelte eine einschalige Waage für die Serienproduktion. Im Labor verdrängte die einschalige Analysenwaage nach und nach die konventionelle zweischalige Waage. In den 1950er Jahren wurden Messungen auf ein Zehntel Mikrogramm genau möglich.
1973 lancierte die Mettler Instrumente AG eine erste vollelektronische Präzisionswaage, die PT1200. Dieses Modell war die weltweit erste elektronische Waage, welche für die höchste Genauigkeitsklasse (Klasse I) zugelassen wurde. Innovationstätigkeit brachte eine breite Fülle an Laborgeräten – darunter Titrierautomaten und Thermoanalyse-Geräte – sowie diverse Produkte für die Industrie hervor. In den 1980er Jahren entstand mit der Retail-Sparte neben dem Labor- und Industriebereich ein drittes Standbein. Der technologische Fortschritt erlaubte es, aus Ladenwaagen Systeme für die Bewirtschaftung von Frischwaren zu machen. Im Jahr 1980 verkaufte Mettler sein Unternehmen an die Ciba-Geigy.
1989 akquirierte Mettler die Toledo Scale Corporation, den größten US-amerikanischen Hersteller von Industriewaagen mit Sitz in Columbus, Ohio. Dessen Gründer, Henry Theobald, hatte 1901 eine Ladenwaage mit automatischer Gewichts- und Preisanzeige auf den Markt gebracht. Aus dem Schulterschluss der beiden Unternehmen ging Mettler Toledo hervor. Im Oktober 1996 wurde Mettler Toledo von der Ciba-Geigy AG an die New Yorker AEA Investors verkauft, als Vorbereitung auf den geplanten Börsengang. Am 14. November 1997 beendete das Unternehmen die Erstemission. Seine Aktien werden seither an der New York Stock Exchange unter dem Ticker-Symbol MTD gehandelt.

## Organisation
Das Unternehmen ist in Delaware in den USA eingetragen, hat seinen Hauptsitz allerdings in Greifensee in der Schweiz. Während die Börsenaktivitäten von den USA aus geleitet werden, agiert die Geschäftsführung von der Schweiz aus. Dies kommt durch die 1991 erfolgte Fusion von Mettler und Toledo zustande.
Die Vertriebsorganisation für Deutschland befindet sich in Gießen und geht auf die 1957 von Mettler aufgekaufte Waagen-Firma Spoerhase zurück. Das Unternehmen ist der weltweit größte Anbieter der drei meistverwendeten Laborinstrumente – Waagen, Pipetten und pH-Meter.
Mettler-Toledo-Instrumente stehen in der Forschung und Entwicklung, einschließlich der Arzneimittelforschung, im Einsatz sowie in der Qualitätskontrolle unter anderem der Pharma-, Chemie-, Lebensmittel und Kosmetikindustrie.